# Kurkentrekker

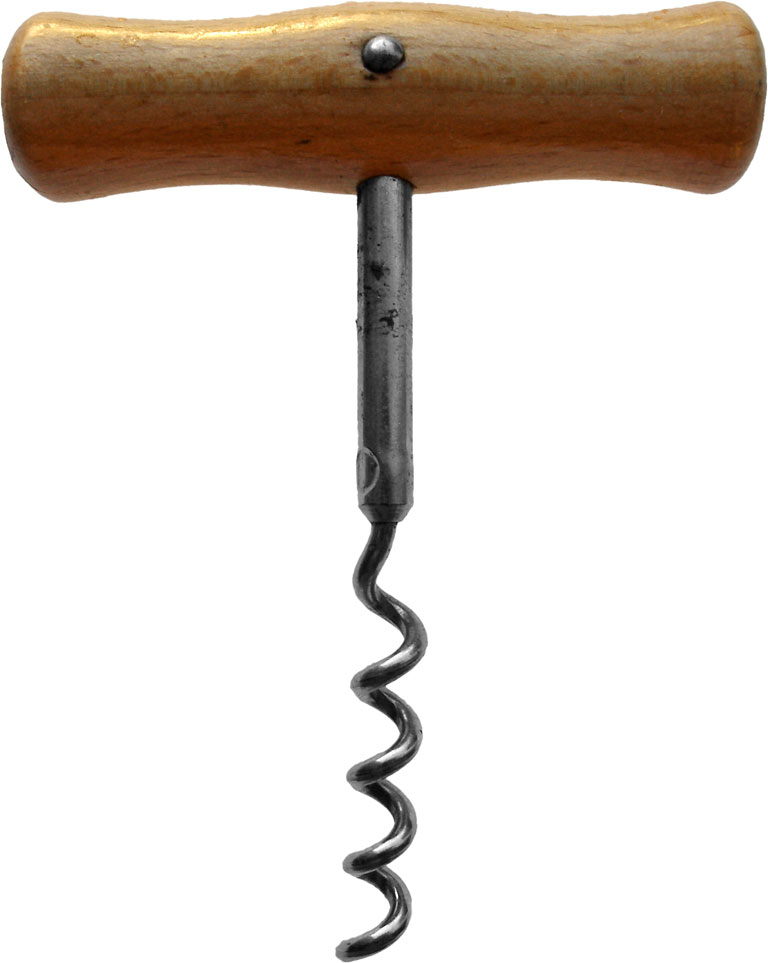
Een eenvoudig model van een kurkentrekker met spiraalvormige metalen draad.

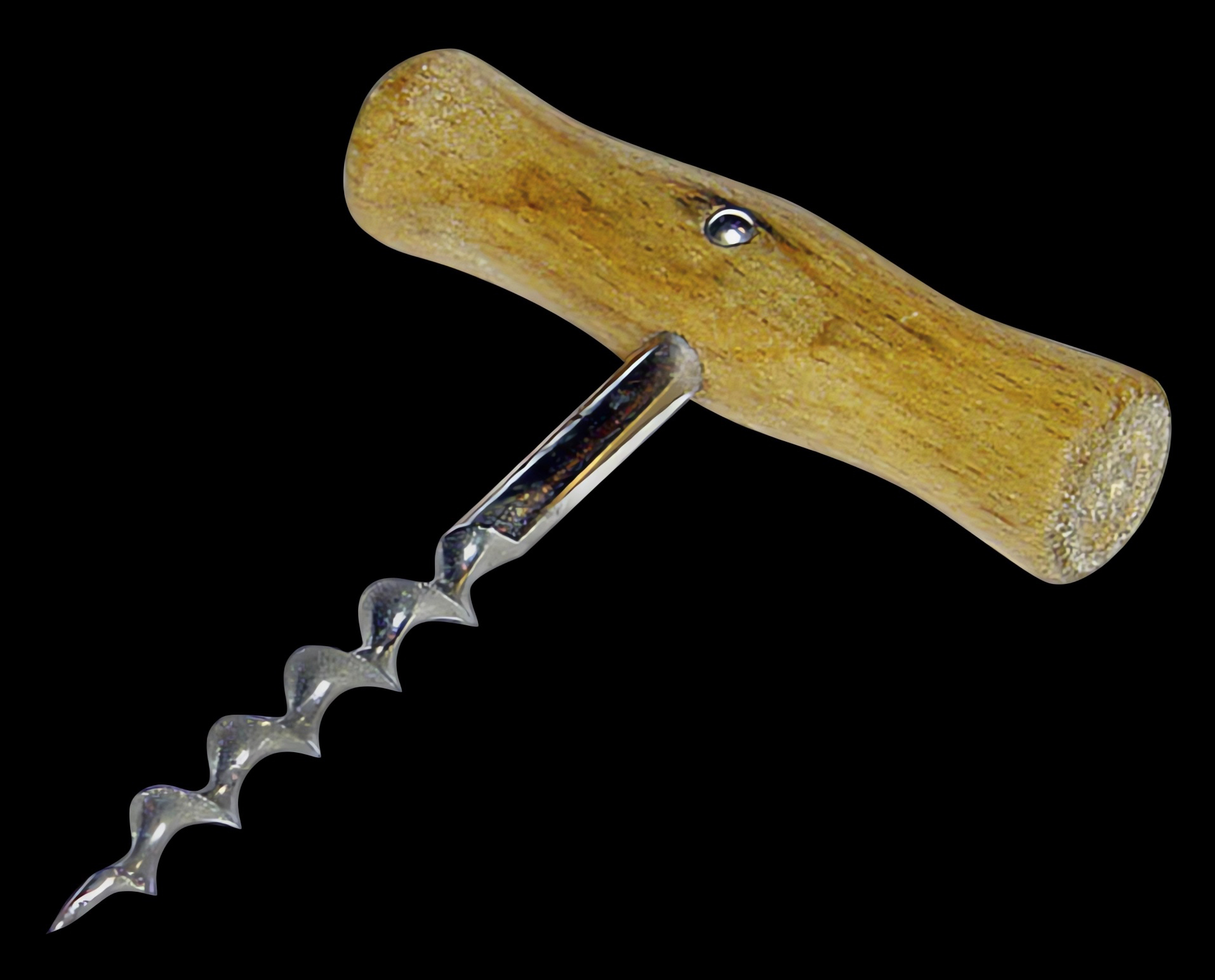
Een kurkentrekker met een 'gesloten' spiraal.

Een kurkentrekker is handgereedschap om een kurk uit een fles te verwijderen. De spiraal van een goed werkende kurkentrekker bestaat uit een spiraalvormige metalen draad. Het is mogelijk een lucifer in de lengterichting door de spiraal te steken. Sommige kurkentrekkers lijken meer op een houtschroef. Ze zijn uit een stuk metaal gemaakt en hebben vaak ook nog een scherpe zijkant. De kans dat deze door de kurk heen losgetrokken wordt is vrij groot.
Na het indraaien van de spiraal verschilt de procedure per type:
- Bij het eenvoudige model kurkentrekker (zie hiernaast) is het nodig de fles goed vast te houden en met handkracht de kurk in een rechte beweging eruit te trekken.
- Professionele gebruikers, zoals bijvoorbeeld een sommelier, hanteren meestal een kelnersmes dat dan ook wel sommeliersmes wordt genoemd. Dit is een kurkentrekker waarvan het handvat als hefboom kan worden gebruikt. De meeste versies bevatten tevens een klein mesje waarmee de capsule (gedeeltelijk) van de fles kan worden losgesneden. Nadat de kurkentrekker in de kurk is gedraaid, wordt het armpje op de rand van de opening gezet. Het handvat wordt als hefboom gebruikt, waardoor de kurk zonder veel kracht kan worden verwijderd.

De pulltaps, oftewel de tweetrapskurkentrekker, wint aan populariteit. Het is een kurkentrekker die lijkt op het kelnersmes, maar waarbij de kurk in twee stappen uit de fles getrokken wordt. Het voordeel van deze kurkentrekker is dat de kans dat de kurk breekt bij het ontkurken wordt verkleind doordat de hefwerking over twee etappes wordt verdeeld.

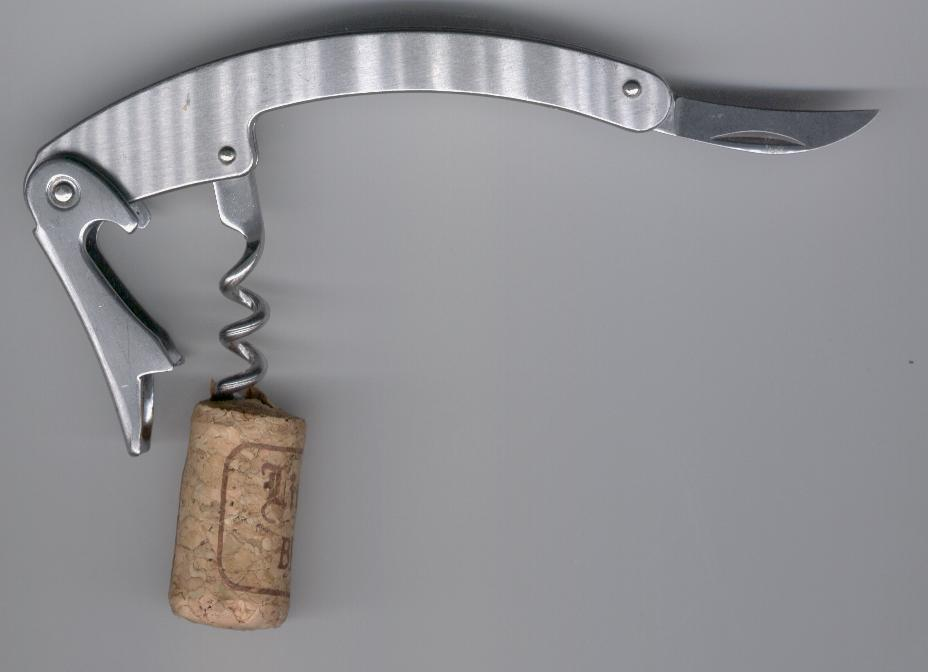
Een klassiek kelnersmes. Het mesje hoort tijdens gebruik wel ingeklapt te zijn

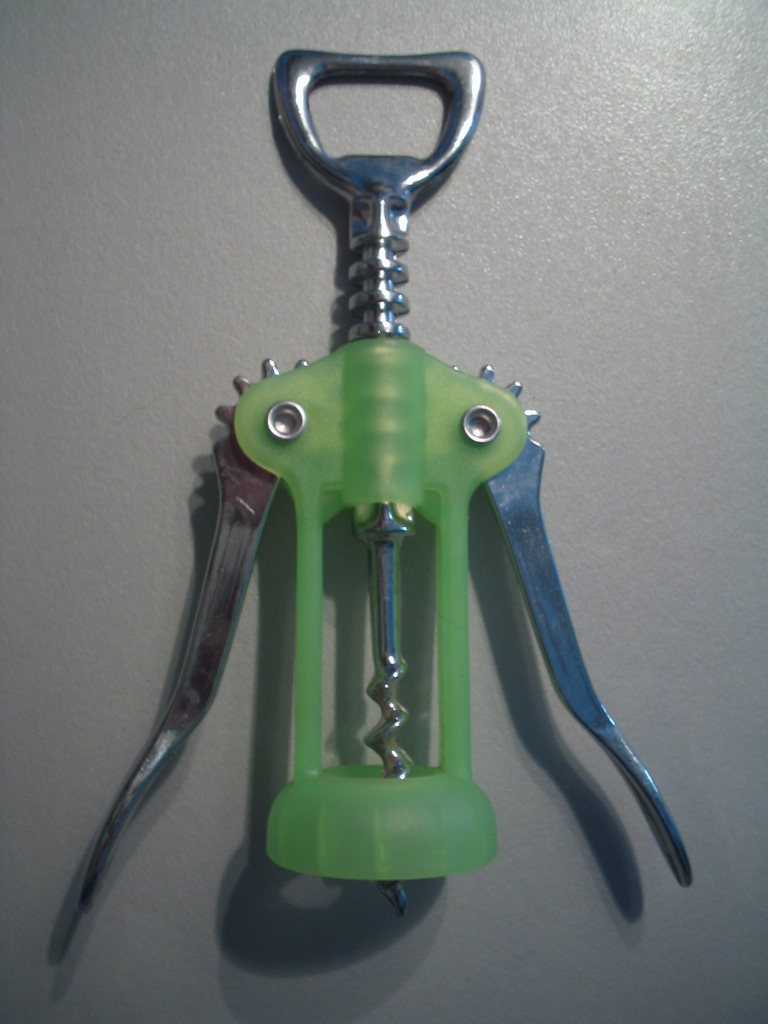
Een vleugelkurkentrekker met een "foute" spiraal.

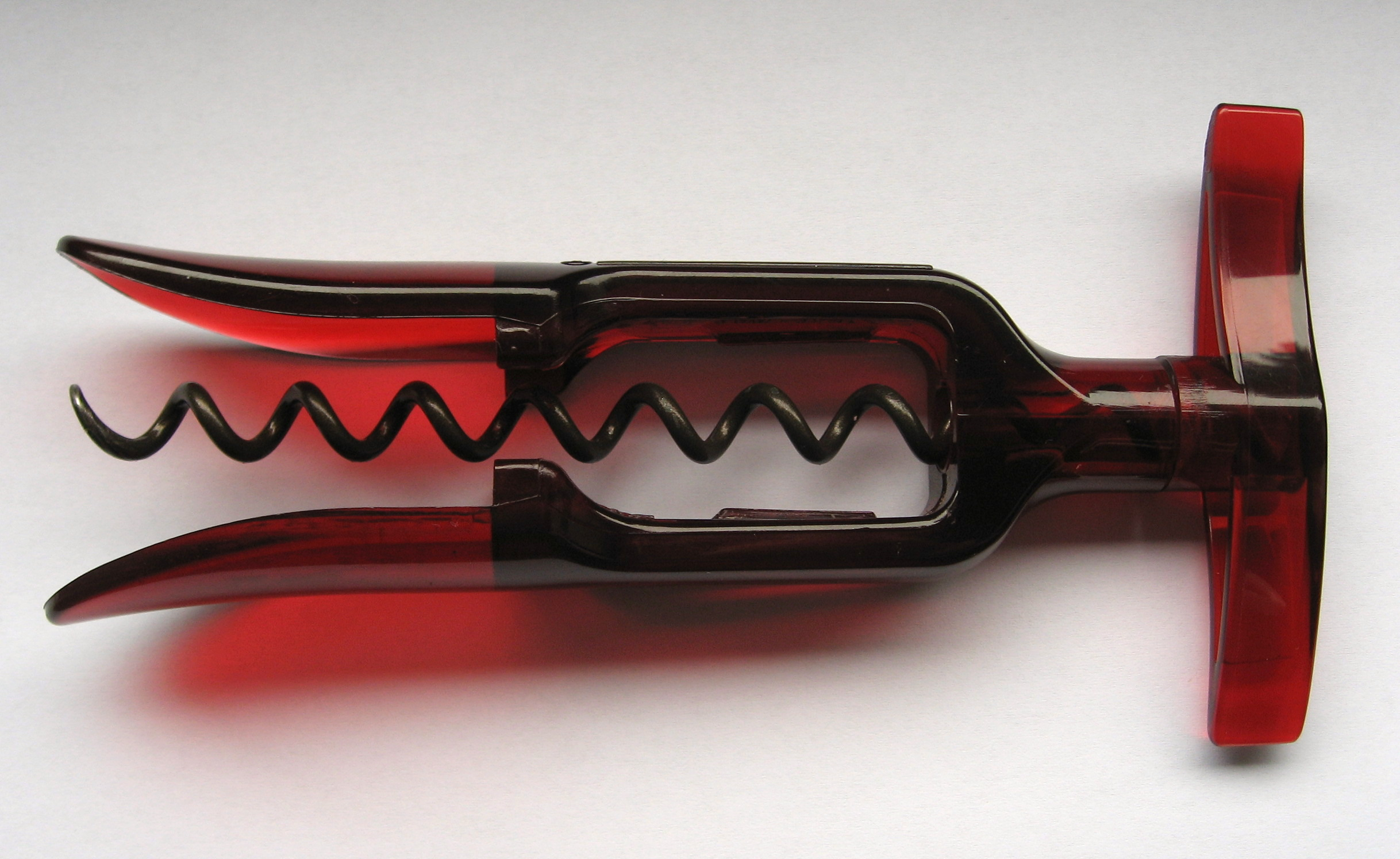
De screwpull

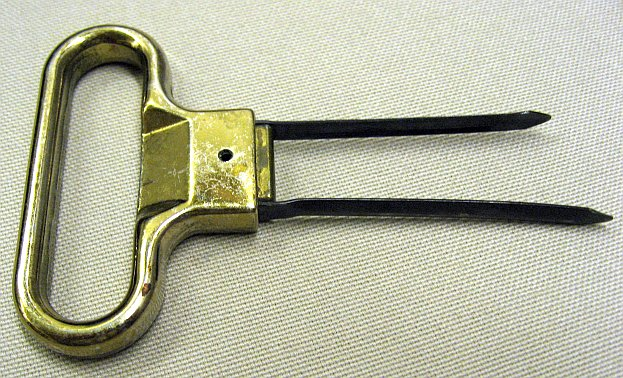
De Laschen-kurkentrekker

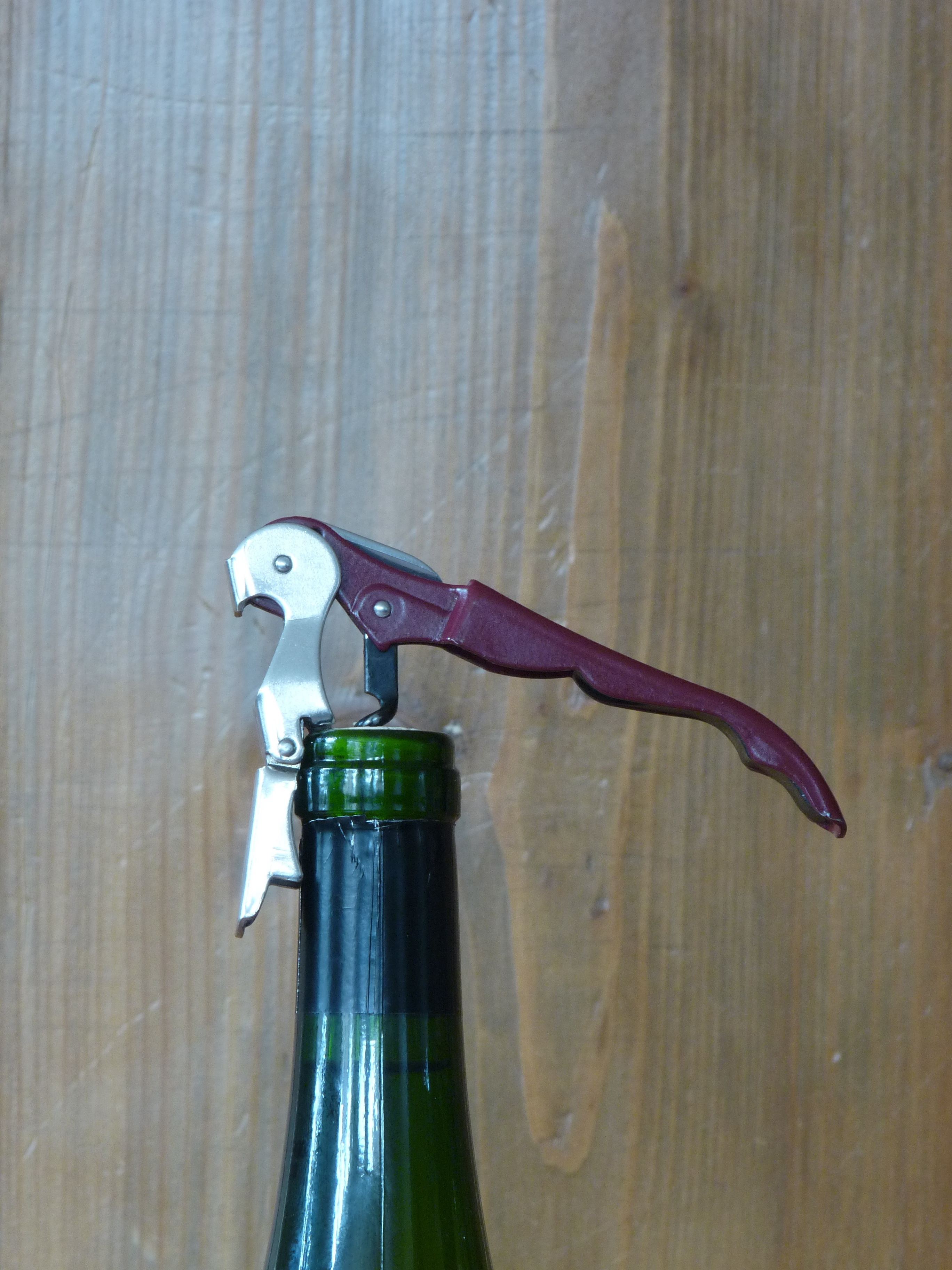
De spiraal is geheel in de kurk gedraaid en de eerste trap is op de rand van de fles geplaatst.
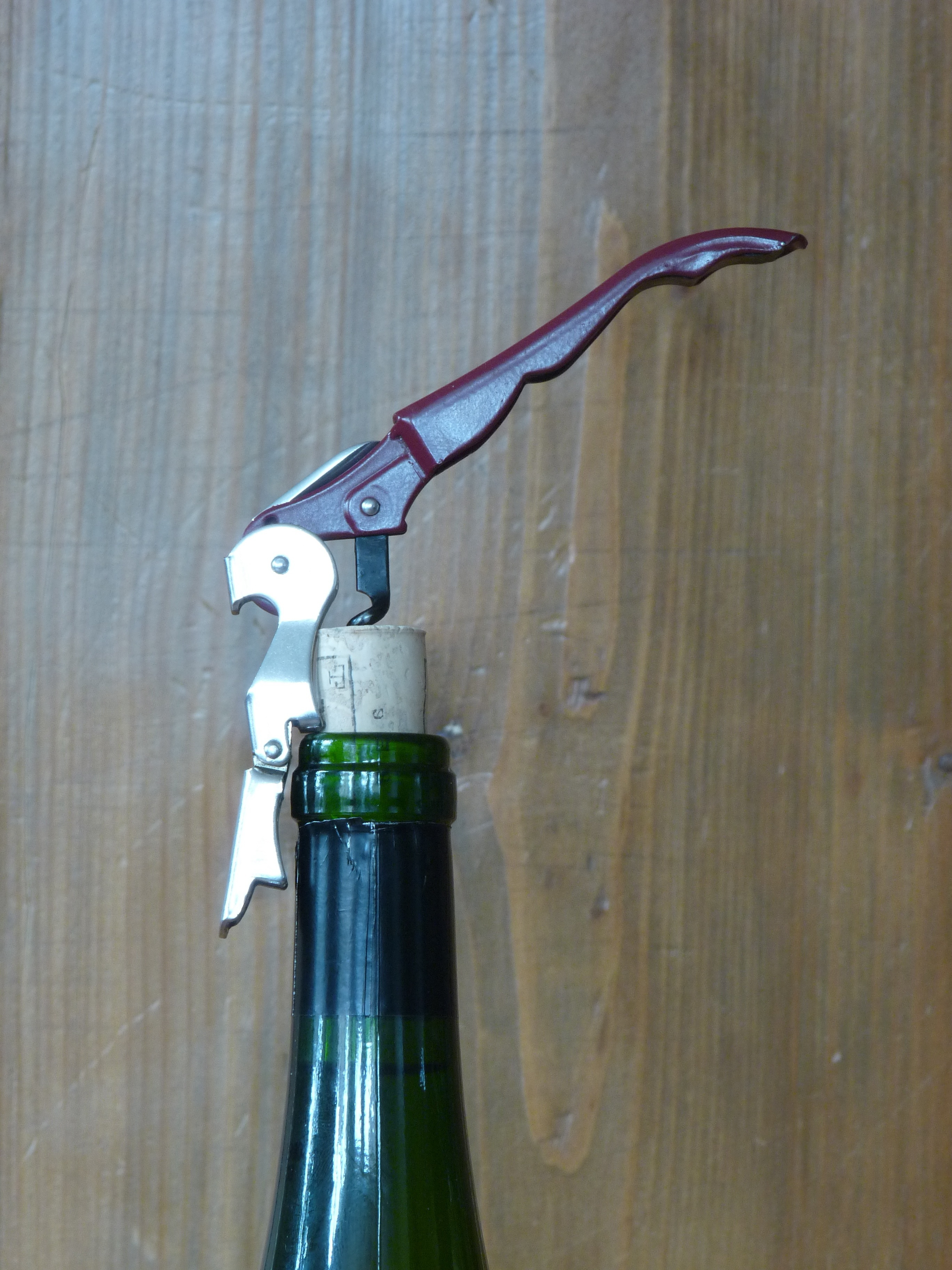
De kurk wordt in de eerste stap gelift.
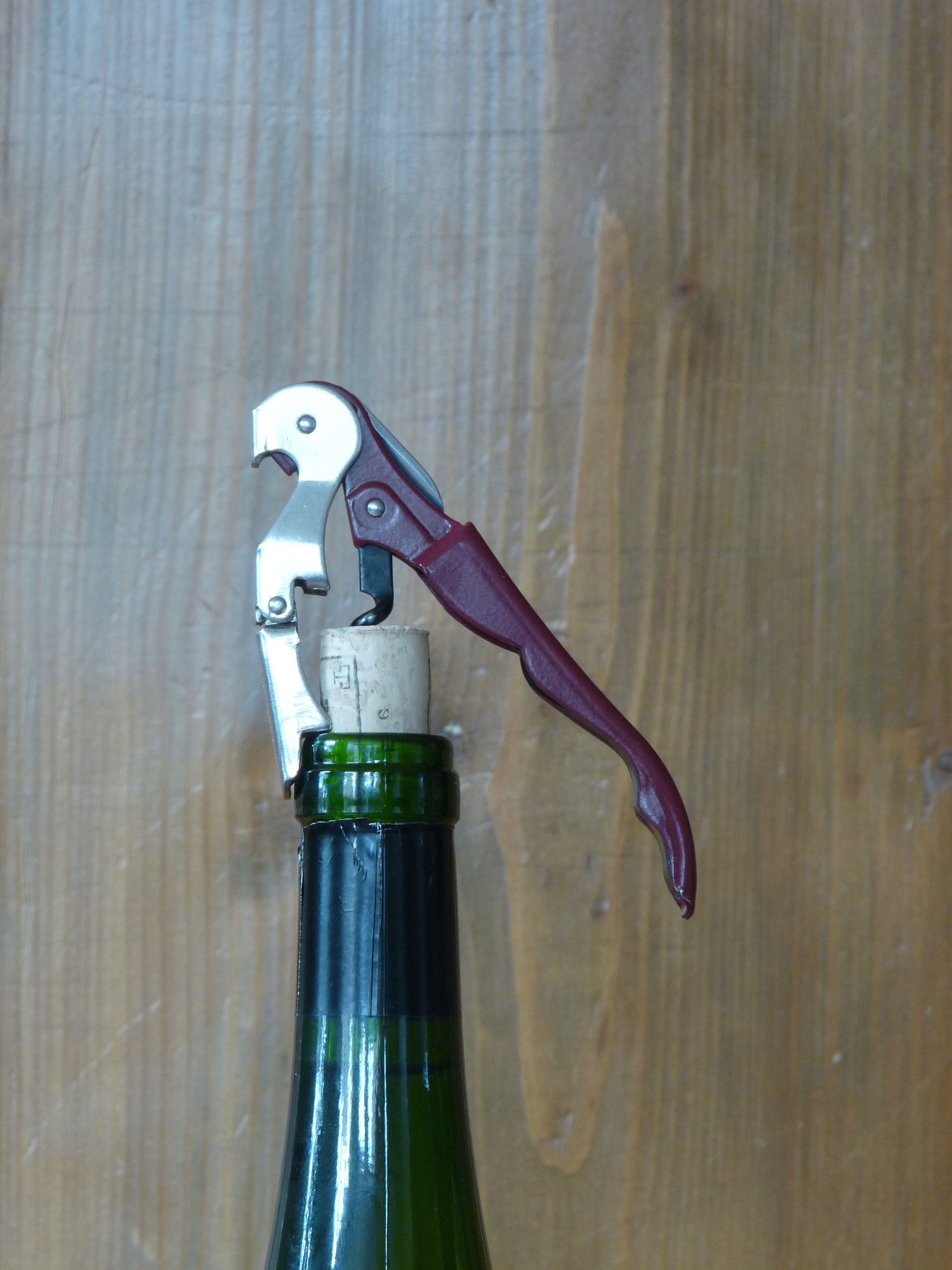
De tweede trap wordt op de rand van de fles geplaatst.
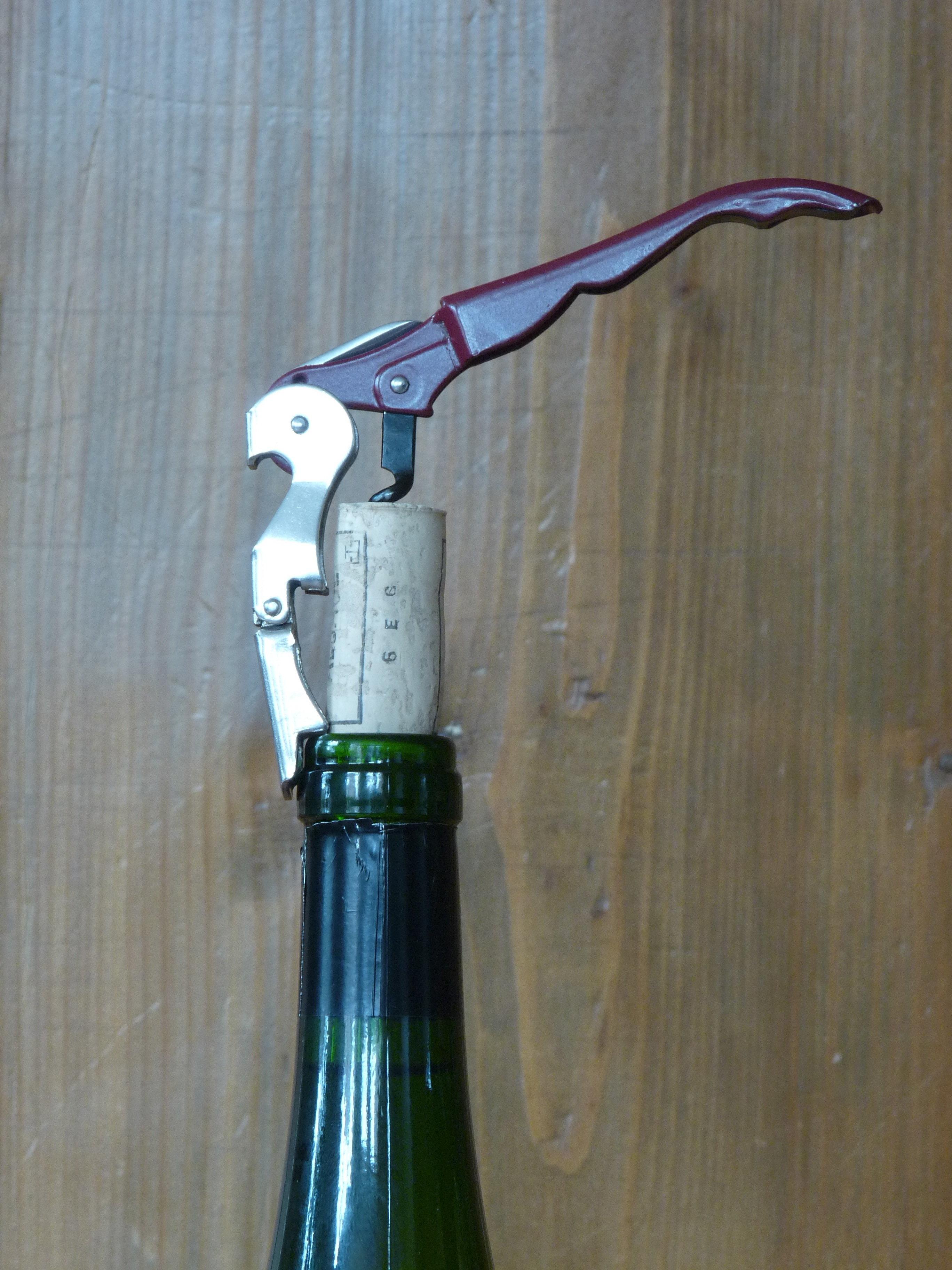
De kurk wordt in de tweede stap gelift.

## Varianten
Er bestaan veel varianten van de kurkentrekker.
- De vleugelkurkentrekker heeft twee hefbomen, aan elke kant een. Ook de ongeoefende gebruiker kan er doorgaans goed mee overweg. Het is met dit apparaat namelijk vrijwel onmogelijk om de twee meest gemaakte fouten te begaan: (1) de kurkentrekker scheef in de kurk draaien of (2) de kurkentrekker niet diep genoeg in de kurk draaien.
- De klok-in-doos kurkentrekker lijkt op een vleugelkurkentrekker maar dan zonder de hefbomen. De spiraal wordt door de kurk heen gedraaid en daarna verder doorgedraaid. Met het doordraaien komt de kurk omhoog. Ook brokkelige en stevig vastzittende kurken kunnen hiermee nog verwijderd worden. Dit type kurkentrekker is vooral bekend onder de merknamen Screwpull en Winemaster; bij deze merken is de spiraal met teflon bekleed.[bron?] Een nadeel van deze manier van kurkentrekken is dat de kurk doorboord wordt, met kans op stukjes kurk in de wijn.
- De kurkentrekker met druk bestaat uit een dikke injectienaald en een pompje. De naald wordt door de kurk gestoken. Vervolgens wordt lucht in de fles gepompt. Door het luchtdrukverschil komt de kurk vanzelf omhoog. Sommige wijnkenners menen dat dit ten koste gaat van de wijn.[bron?] Bij een variant wordt de gasdruk geleverd door een koolzuurpatroon.
- De Toonbankkurkentrekker is een omvangrijk apparaat met een grote hendel. Met één beweging van die hendel wordt de spiraal in de kurk gedraaid en de kurk uit de fles getrokken. Dit is de snelste manier om een kurk te verwijderen. Wordt de hendel teruggeduwd dan valt de kurk op de grond en is het apparaat gereed voor de volgende fles. Er wordt meestal wel door de kurk heen geboord.
- De Laschen-kurkentrekker is een kurkentrekker zonder spiraal. Met een speciale techniek wordt middels twee bladveerstalen tongen de kurk onbeschadigd uit de fles gehaald. De kurk kan derhalve onbeschadigd teruggeplaatst worden, wat aanleiding kan geven tot het verwisselen van wijn of andere fraude.
- Elektrische kurkentrekker.
- Linkshandige kurkentrekker, waarvan het spiraal in "spiegelbeeld" gemaakt is.

Sommige kurkentrekkers, zoals de hierboven getoonde vleugelkurkentrekker, zijn uitgevoerd met een flesopener.

## Trivia
- De kurkentrekkerregel is een ezelsbruggetje dat wordt gebruikt bij spoelen en elektrische geleiders om de richting van de magnetische veldlijnen ten opzichte van de elektrische stroom te onthouden. De richting van de stroom volgt de windingen van de kurkentrekker, en de richting van het magnetische veld de richting vanaf het handvat naar het puntje (of andersom).
- Een parkeerplaats bij Rotterdam Alexandrium wordt de 'Kurkentrekker' genoemd vanwege de spiraalvormige oprit naar de parkeerdekken.[1]